# Seznam alžirskih politikov
Seznam alžirskih politikov.

## A
Ferhat Abbas - Abbassi Madani - Mohamed Ben Ahmed Abdelghani - Belaid Abdessalam - Hocine Aït Ahmed - Ahmed Attaf

## BIbrahim Boughali
Mohammed Bedjaoui - Noureddine Bedoui - Tayeb Belaiz - Krim Belkacem - Abdelaziz Belkhadem - Ahmed Ben Bella - Aymen Benabderrahmane - Abdelkrim Benmbarek - Ahmed Benbitour - Ali Benflis - Chadli Bendjedid - Abdelmalek Benhabyles - Ali Benflis  - Abdelkader Bensalah - Mohammed Seddik Benyahia - Boualem Bessaïh - Rabah Bitat - Mouad Bouchareb - Muhammad Boudiaf - Ibrahim Boughali - Saïd Bouhadja - Sabri Boukadoum - Houari Boumédienne - Abdelaziz Bouteflika - Abdelhamid Brahimi - Lakhdar Brahimi

## C
Slimane Chenine

## D
Saad Dahlab - Mohamed Salah Dembri - Abdallah Djaballah - Abdelaziz Djerad

## F
Abder Rahman Fares

## G
Sid Ahmed Ghozali - 

## H
Abdelkader Hachani - Tedjini Haddam - Ismaïl (Smail) Hamdani - Louisa Hanoune - Mohamed Ali Haroun -  

## I
Ahmed Taleb Ibrahimi - 

## K
Ali Kafi - Salah Khebri - Chakib Khelil - Mohamed Khemisti

## L
Mohamed Ennadir "Nadir" Larbaoui - Ramtane Lamamra - Mohamed Lamine Debaghine

## M
Redha Malek - Mourad Medelci - Kasdi Merbah - Abdelkader Messahel

## N
Mahfoud Nahnah - Khaled Nezzar -

## O
Ahmed Ouyahia -  

## R
Redha Malek - 

## S
Saïd Sadi - Abdelmalek Sellal - Mokdad Sifi

## T
Abdelmadžid Tebboune

## Y
Youcef Yousfi

## Z
Ahmed Zaoui - Liamine Zéroual (Lyamin Ẓerwal) - 